# Глен-Форк (Західна Вірджинія)
Глен-Форк (англ. Glen Fork) — переписна місцевість (CDP) в США, в окрузі Вайомінг штату Західна Вірджинія. Населення — 457 осіб (2020).

## Географія
Глен-Форк розташований за координатами 37°42′2″ пн. ш. 81°32′20″ зх. д. / 37.70056° пн. ш. 81.53889° зх. д. (37.700618, -81.538760).  За даними Бюро перепису населення США в 2010 році переписна місцевість мала площу 7,99 км², з яких 7,95 км² — суходіл та 0,04 км² — водойми.

## Демографія
Згідно з переписом 2010 року, у переписній місцевості мешкало 487 осіб у 185 домогосподарствах у складі 140 родин. Густота населення становила 61 особа/км².  Було 199 помешкань (25/км²).
Расовий склад населення:
| - 97,9 % — білих - 0,4 % — корінних американців - 0,2 % — чорних або афроамериканців |

До двох чи більше рас належало 1,4 %. Частка іспаномовних становила 0,2 % від усіх жителів.
За віковим діапазоном населення розподілялося таким чином: 24,0 % — особи молодші 18 років, 63,3 % — особи у віці 18—64 років, 12,7 % — особи у віці 65 років та старші. Медіана віку мешканця становила 38,2 року. На 100 осіб жіночої статі у переписній місцевості припадало 97,2 чоловіків;  на 100 жінок у віці від 18 років та старших — 98,9 чоловіків також старших 18 років.
За межею бідності перебувало 14,7 % осіб, у тому числі 9,7 % дітей у віці до 18 років та 13,6 % осіб у віці 65 років та старших.
Цивільне працевлаштоване населення становило 181 осіб. Основні галузі зайнятості: сільське господарство, лісництво, риболовля — 33,1 %, освіта, охорона здоров'я та соціальна допомога — 32,6 %, мистецтво, розваги та відпочинок — 13,8 %, оптова торгівля — 7,2 %.